# صفحه کوکوس
صفحهٔ کوکوس (انگلیسی: Cocos Plate) یک صفحهٔ زمین‌ساختی اقیانوسی در زیر اقیانوس آرام و غرب ساحل آمریکای مرکزی است که به دلیل قرار گرفتن جزیرهٔ کوکوس بر روی این صفحه، بدین نام خوانده می‌شود.

## زمین‌شناسی
صفحهٔ کوکوس بر اثر فرآیند گسترش بستر اقیانوس در امتداد خیز شرقی اقیانوس آرام و تفتگاه گالاپاگوس و در منطقهٔ زمین‌شناختی پیچیده‌ای تشکیل‌شده که زمین‌شناسان آن را سیستم گسترشی کوکوس-نازکا می‌نامند. صفحهٔ کوکوس از این خیز اقیانوسی، به سمت شرق رانده‌شده و با فشار بر روی صفحهٔ کم‌چگالی‌تر کارائیب فشرده و رانده‌شده که این فرآیند را فرورانش می‌نامند.
مرز شمالی صفحهٔ کوکوس درازگودال آمریکای میانی و مرز دگرگون شرقی آن منطقهٔ شکستگی پاناما است. مرز جنوبی این صفحه خیز گالاپاگوس است که نوعی پشتهٔ میانی اقیانوس است. مرز غربی صفحهٔ کوکوس نیز پشتهٔ اقیانوسی دیگری به نام خیز شرقی اقیانوس آرام است.
گمان می‌رود صفحهٔ ریورا در شمال صفحهٔ کوکوس بین ۵ تا ۱۰ میلیون سال پیش از آن جدا شده باشد. با وجود این که مرز بین این دو صفحه فاقد گسل ترادیسی مشخص است، این دو صفحه را به عنوان صفحه‌های زمین‌ساختی جداگانه در نظر می‌گیرند.
زمین‌لرزهٔ ویرانگر مکزیکوسیتی در سال ۱۹۸۵ نتیجهٔ فرورانش صفحهٔ کوکوس به زیر صفحهٔ آمریکای شمالی بود. همچنین زمین‌لرزهٔ مخرب السالوادور در سال ۲۰۰۱ نیز بر اثر فرورانش این صفحه به زیر صفحهٔ کارائیب روی داد.